# Johnny Q. Public
Johnny Q. Public foi uma banda cristã de rock alternativo da cidade de Springfield, no Missouri. Apesar de seu som ser bastante moderno, a banda possui influências de Led Zeppelin e Cream. A banda não é só conhecida pela sua música, como também é conhecida pela sua teologia carismática em shows ao vivo.

## História
Quando os integrantes do Johnny Q. Public assinaram com a Gotee Records, a idade dos integrantes era em média de 15 a 23 anos. A assinatura com a gravadora veio depois da banda gravar uma demo com produção de Steve Griffith. Seu primeiro álbum, Extra*Ordinary foi lançado em 1995 e garantiu a divulgação no mainstream pela Elektra Records. Dan Fritz, vocalista da banda, referiu-se ao período em que lançaram Extra*Ordinary como um "Turbilhão de Loucura". A música Body Be ganhou exposição no mainstream depois que o vídeo começou a rodar na programação da MTV. Eles fizeram turnês por três anos antes de tentar gravar seu próximo álbum, e durante este espaço de tempo, a banda sofreu alterações. Durante 1998 o guitarrista Oran Thornton se casou com a cantora gospel Miss Angie, irmã do guitarrista Shawn Turner, e saiu do Johnny Q. Public para se juntar ao Flick. O baterista Brian DuVall também sai da banda e é substituído por Nate McCorkle, ex-baterista do Morella's Forest.
Seu segundo álbum, Welcome to Earth, foi lançado pela Gotee e ao mesmo tempo, pela Roadrunner Records. Seu som se deslocou em uma direção mais pop com toques de hard rock. A revista HM Magazine comparou a banda ao Newsboys, afirmando que a banda poderia facilmente receber transmissão pelas rádios em ambos os mercados cristão e mainstream. Em suporte ao álbum, eles fizeram uma turnê ao lado da banda Bleach e do Skillet.
O Johnny Q. Public, por motivos desconhecidos, se dissolveu em 2001.

## Integrantes
- Dan Fritz - vocais (1993-2001)
- Shawn Turner - guitarra (1993-2001)
- Ken Bassham - baixo (1993-2000)
- Brian DuVall - bateria (1993-1998)
- Nathan McCorkie - bateria (1998-2001)
- Oran Thornton - guitarra (1993-1998)
- Brad Barnerd - guitarra (1998-2001)

## Discografia
- Extra*Ordinary (1995, Gotee Records)
- Welcome to Earth (2000, Gotee/Roadrunner)